# Algernon Seymour, XIV duca di Somerset
Algernon Seymour (Londra, 22 dicembre 1813 – Wells, 2 ottobre 1894) è stato un nobile britannico.

## Biografia
Era figlio di Edward Seymour, XI duca di Somerset e di Lady Charlotte Douglas-Hamilton.
Nel 1891 alla morte del fratello Archibald divenne duca di Somerset.
Il 17 maggio 1845 a Londra sposò Horatia Isabella Harriet Morler da cui ebbe quattro figli:
- Algernon (22 luglio 1846 – 29 ottobre 1923)
- Percy (11 novembre 1847 – 16 luglio 1907)
- Ernest (11 novembre 1847 – 21 maggio 1922)
- Edward (7 febbraio 1849 – 15 settembre 1920)